# Liphistius batuensis
Liphistius batuensis es una especie de araña ubicada en Malasia. Se cree que limita en las "Cuevas Batu", cerca de Kuala Lumpur. Esta especie fue recogida por primera vez por H. C. Abraham en 1923, y ha sido descrito como un "fósil viviente".
Los adultos construyen un nido entre 40 y 50 milímetros (1.6-2.0 pulgadas) de largo con una abertura de unos 22 milímetros (0,9 pulgadas) de ancho, de los cuales seis a diez hebras de seda irradian 12,5-15 centímetros(6.5 pulgadas) en un semicírculo. El movimiento de un insecto contra estos hilos se detecta por la araña que luego sale corriendo y captura a este. Las crías construyen nidos más pequeños, tan sólo de 10 milímetros (0,4 pulgadas) de diámetro, y parecen abandonar éstos durante el desarrollo para construir uno más grande; tamaños intermedios en nidos no se ven.
Las arañas de todas las edades pueden ser presa de los ciempiés (que habitan cuevas).